# 女侍情緣
《女侍情緣》（英語：Waitress）是一部2007年的美國電影。由Adrienne Shelly編寫、導演及演出配角。電影在2007年的圣丹斯电影节首次公映。於2007年5月2日在美國有限度上映。

## 劇情
凱莉·羅素飾演Jenna，一個住在美國南方的待應。由於她的丈夫有暴力傾向，因此她被困在一段不愉快的婚姻之中。她在Joe's Pie Diner工作，職責包括以奇怪的名稱創作新式餡餅，例如當她發現自己懷孕時創作的「壞嬰孩餡餅」。Jenna渴望逃離這段婚姻，正在慢慢儲錢作準備。她的希望都寄託在一個有25,000美元獎金的餡餅比賽之上。奈何她的丈夫不讓她參加比賽。她唯一的朋友是同事Becky和Dawn（分別由Cheryl Hines和Adrienne Shelly飾演），和Joe（Andy Griffith），倔強的餐廳主人。他多次鼓勵她要從新開始。
Jenna生活在新醫生Jim Pomatter（內森·菲利安）出現之後發生了轉變。他是因為太太要轉職來當地工作而搬來。二人一見鍾情，並且展開了一段婚外情。

## 演員
- 凱莉·羅素 飾演 Jenna Hunterson
- 內森·菲利安 飾演 Dr. Jim Pomatter
- Cheryl Hines 飾演 Becky
- Adrienne Shelly 飾演 Dawn
- 傑瑞米·西斯托 飾演 Earl Hunterson
- Andy Griffith 飾演 Joe
- 艾迪·詹米森 飾演 Ogie
- Lew Temple 飾演 Cal
- Darby Stanchfield 飾演 Francine Pomatter

## 首映
電影獲得2007年的圣丹斯电影节接納。不過它的首映卻被蒙上了一層陰影，因為編劇/導演Shelly（她也在電影中演出Dawn一角）在不足3個月前被謀殺，她死時仍未獲通知電影已經獲得聖丹斯電影節接納。它在電影節的成功導致福克斯探照燈影業以大約4-5百萬美元購買了它的發行權。它亦成為了美國喜劇節的開幕電影。
| “                                    | 在聖丹斯看《女侍情緣》是非常感動的經驗。在此電影節，一般的做法是由導演出場，向觀眾介紹一下然後電影才開始播映。但是由於Adrienne已死，所以導演在電影開始前沒有出場，這令人感到痛苦。監製和Adrienne的丈夫說Adrienne一直夢想可以有電影在聖丹斯上映。這景況令人感到悽慘。 | ” |
| ——Nancy Utley，福克斯探照燈影業的COO | |   |

## 評價
爛番茄網站中，《女侍情緣》獲得了89%的新鮮指數，成為了全2007年100齣最佳電影之一。在Metacritic網站，100分滿分它獲得了75分。
金山紀事報作家米克·拉塞爾（Mick LaSalle）稱它為一齣「偉大的美國電影」，它超越了本身的怪誕氣氛和它所強調的小鎮人物和謙卑地點。

## 外部連結
- 官方网站
- 開眼電影網上的資料（繁體中文）
- 豆瓣电影上《女侍情緣》的資料 （简体中文）
- 时光网上的資料（简体中文）
- AllMovie上的资料（英文）
- 爛番茄上的資料（英文）
- Box Office Mojo上的資料（英文）
- TCM电影资料库上的资料（英文）
- Metacritic上的資料（英文）
- 互联网电影数据库（IMDb）上的资料（英文）